# Katastrofa samolotu Palmas FR (2021)
Katastrofa samolotu Palmas FR – katastrofa lotnicza, która miała miejsce 24 stycznia 2021 r., kiedy to prywatny samolot Beechcraft Baron należący do drużyny piłkarskiej Palmas Futebol e Regatas rozbił się wkrótce po odlocie z portu lotniczego Palmas-Brigadeiro Lysias Rodrigues w Brazylii. Samolot rozbił się w drodze do portu lotniczego Goiânia-Santa Genoveva, zabijając wszystkie sześć osób na pokładzie: czterech piłkarzy, trenera i pilota. Piłkarze lecieli na regionalny mecz piłki nożnej pomiędzy Palmas Futebol e Regatas i Vila Nova, o mistrzostwa Brazylii Copa Verde.

## Ofiary
Wśród ofiar katastrofy znaleźli się czterej piłkarze: Marcus Molinari, Lucas Praxedes, Guilherme Noé, Ranule Gomes dos Reis, prezes drużyny: Lucas Meira oraz pilot Wagner Machado. Czterech piłkarzy i trener, podróżowało oddzielnie od reszty swojej drużyny, ponieważ mieli pozytywny wynik testu na COVID-19.